# Hilmar Crone
Jacob Ulrik Hilmar Crone (20. januar 1854 i København – 24. juni 1923 sammesteds) var en dansk fotograf og grafiker, der i 1879 grundlagde den grafiske virksomhed Pacht & Crone. Indtil da havde han drevet fotografisk atelier på Vesterbrogade 56 i København. Han overdrog sin fotografiske forretning til Gottlieb Støckel.
I 1880 løste Crone borgerskab som illustrations- og bogtrykker, for sammen med genremaler Vilhelm Pacht (1843-1912) at fortsætte med reproduktion af lystryk, litografi og klichéer. Pacht udtrådte i 1885. I 1917 overtoges firmaet af fotograf Johan Frederik von Huth (1885-1961), der var indtrådt i firmaet i 1900, og boghandler Oscar Andre Riis (død 1922). Efter Riis' død var von Huth eneindehaver.